# Beuveille
Beuveille – miejscowość i gmina we Francji, w regionie Grand Est, w departamencie Meurthe i Mozela.
Według danych na rok 1990 gminę zamieszkiwało 560 osób, a gęstość zaludnienia wynosiła 47 osób/km² (wśród 2335 gmin Lotaryngii Beuveille plasuje się na 553. miejscu pod względem liczby ludności, natomiast pod względem powierzchni na miejscu 482.).